# Ierkî, Mirhorod
Ierkî (în ucraineană Єрки) este un sat în comuna Iarmakî din raionul Mirhorod, regiunea Poltava, Ucraina. În secolul al XIX-lea, satul făcea parte din volostul Kîbînți, uezdul Mirhorod.

## Demografie
Componența lingvistică a localității Ierkî
     Ucraineană (95,49%)
     Rusă (4,51%)
Conform recensământului din 2001, majoritatea populației localității Ierkî era vorbitoare de ucraineană (95,49%), existând în minoritate și vorbitori de rusă (4,51%).